# A Manchester City FC 1968–1969-es szezonja
A Manchester City az 1968–1969-es szezonban a szezon kezdetén lejátszott szuperkupa döntőn 6–1 arányban legyőzte a West Bromwichot.
A bajnokságban nem nyújtottak megbízható teljesítményt, címvédőként végül csak a 13. helyen zártak. A ligakupában a Blackpool ellen estek ki, az FA-kupát viszont megnyerték, miután a nagyjából 100 000 néző előtt lejátszott döntőben 1–0-ra verték a Leicester City csapatát. A Manchester City az előző szezonban megszerzett bajnoki címe miatt indulhatott a BEK-ben, azonban az első körben kiesett a török Fenerbahçe ellen.

## Mez
| Bajnokság | FA-kupa döntő |

## Játékosok
| # |     | Poszt | Név           |
| - | --- | ----- | ------------- |
|   | ENG | K     | Joe Corrigan  |
|   | ENG | K     | Harry Dowd    |
|   | ENG | K     | Ken Mulhearn  |
|   | ENG | V     | Tony Book     |
|   | ENG | V     | Tommy Booth   |
|   | SCO | V     | Arthur Mann   |
|   | ENG | V     | David Connor  |
|   | ENG | V     | Mike Doyle    |
|   | ENG | V     | Glyn Pardoe   |
|   | SCO | KP    | Bobby Kennedy |
|   | ENG | KP    | Colin Bell    |
|   | ENG | KP    | Alan Oakes    |

| # |     | Poszt | Név            |
| - | --- | ----- | -------------- |
|   | ENG | KP    | Stan Bowles    |
|   | ENG | KP    | Ian Bowyer     |
|   | ENG | KP    | George Heslop  |
|   | ENG | KP    | Stan Horne     |
|   | ENG | KP    | Jimmy Mundy    |
|   | ENG | KP    | Tony Towers    |
|   | ENG | CS    | Tony Coleman   |
|   | ENG | CS    | Francis Lee    |
|   | ENG | CS    | Mike Summerbee |
|   | ENG | CS    | Neil Young     |
|   | ENG | CS    | Bobby Owen     |
|   | ENG | CS    | Chris Glennon  |

## First Divison
| #  | Csapat              | M  | Gy | D  | V  | LG | KG | GK  | P  |
| -- | ------------------- | -- | -- | -- | -- | -- | -- | --- | -- |
| 11 | Manchester United   | 42 | 15 | 12 | 15 | 57 | 53 | +4  | 42 |
| 12 | Ipswich Town        | 42 | 15 | 11 | 16 | 59 | 60 | –1  | 41 |
| 13 | Manchester City     | 42 | 15 | 10 | 17 | 64 | 55 | +9  | 40 |
| 14 | Burnley             | 42 | 15 | 9  | 18 | 55 | 82 | -27 | 39 |
| 15 | Sheffield Wednesday | 42 | 10 | 16 | 16 | 41 | 58 | –17 | 35 |

## FA-kupa
| Forduló  | Dátum             | Ellenfél          | O / I / S | Helyszín       | Eredmény LG – KG | Gólszerzők           | Nézőszám | Megjegyzés    |
| -------- | ----------------- | ----------------- | --------- | -------------- | ---------------- | -------------------- | -------- | ------------- |
| 3.       | 1969. január 4.   | Luton Town        | O         | Maine Road     | 1 – 0            | Lee                  | 37 120   | (Jegyzőkönyv) |
| 4.       | 1969. január 25.  | Newcastle United  | I         | St James’ Park | 0 – 0            |                      | 55 680   | (Jegyzőkönyv) |
| 4.       | 1969. január 29.  | Newcastle United  | O         | Maine Road     | 2 – 0            | Owen, Young          | 60 844   | (Jegyzőkönyv) |
| 5.       | 1969. február 24. | Blackburn Rovers  | I         | Ewood Park     | 4 – 1            | Lee (2), Coleman (2) | 42 315   | (Jegyzőkönyv) |
| 6.       | 1969. március 1.  | Tottenham Hotspur | O         | Maine Road     | 1 – 0            | Lee                  | 48 872   | (Jegyzőkönyv) |
| Elődöntő | 1969. március 22. | Everton           | S         | Villa Park     | 1 – 0            | Booth                | 63 025   | (Jegyzőkönyv) |
| Döntő    | 1969. április 26. | Leicester City    | S         | Wembley        | 1 – 0            | Young                | 100 000  | (Jegyzőkönyv) |

## Ligakupa
| Forduló | Dátum                | Ellenfél          | O / I | Helyszín        | Eredmény LG – KG | Gólszerzők                 | Nézőszám |
| ------- | -------------------- | ----------------- | ----- | --------------- | ---------------- | -------------------------- | -------- |
| 2.      | 1968. szeptember 3.  | Huddersfield Town | I     | Leeds Road      | 0 – 0            |                            | 23 426   |
| 2. Ú    | 1968. szeptember 11. | Huddersfield Town | O     | Maine Road      | 4 – 0            | Summerbee (2), Bell, öngól | 26 948   |
| 3.      | 1968. szeptember 25. | Blackpool         | I     | Bloomfield Road | 0 – 1            |                            | 23 795   |

## Charity Shield
| 1968. augusztus 3. |

| Manchester City       | 6 – 1 | West Bromwich Albion |
| --------------------- | ----- | -------------------- |
| Owen Lee Lovett Young |       | Krzywicki            |

| Maine Road, Manchester Nézőszám: 35 510 |

## Bajnokcsapatok Európa-kupája
1. kör
| 1968. szeptember 18. |

| Manchester City | 0 – 0               | Fenerbahçe |
| --------------- | ------------------- | ---------- |
|                 | (0 – 0) Jegyzőkönyv |            |

| Maine Road, Manchester Nézőszám: 38 840 Játékvezető: Laurens van Ravens (holland) |

| 1968. október 2. |

| Fenerbahçe                | 2 – 1               | Manchester City |
| ------------------------- | ------------------- | --------------- |
| Çevrim 46' Altıparmak 78' | (0 – 1) Jegyzőkönyv | 46' Coleman     |

| Beşiktaş İnönü Stadion, Isztambul Nézőszám: 42 570 Játékvezető: Ferdinand Marschall (osztrák) |

Továbbjutott a Fenerbahçe 2–1-es összesítéssel.

## Fordítás
- Ez a szócikk részben vagy egészben  a   Manchester City Football Club 1968-1969 című olasz Wikipédia-szócikk fordításán alapul.  Az eredeti cikk szerkesztőit annak laptörténete sorolja fel. Ez a jelzés csupán a megfogalmazás eredetét és a szerzői jogokat jelzi, nem szolgál a cikkben szereplő információk forrásmegjelöléseként.